# پسر تابستان
«پسر تابستان» (به انگلیسی: Summer Son) ترانه‌ای از گروه پاپ/راک تگزاس و یکی از قطعه‌های پنجمین آلبوم استودیویی آن‌ها به‌نام هیس است که در سال ۱۹۹۹ منتشر شد. ترانه یک میل شدید برای مورد توجه قرار گرفتن و دوست داشته شدن و پیچیدگی‌های ارتباطات دست‌نیافتنی را روایت می‌کند.
تک‌آهنگ «پسر تابستان» در ۹ اوت ۱۹۹۹ در اروپا و یک هفتهٔ بعد در بریتانیا منتشر شد. تک‌آهنگ به یکی از بزرگ‌ترین موفقیت‌های گروه تبدیل شد و در بریتانیا، اتریش، فنلاند، فرانسه، آلمان، یونان، مجارستان، سوئیس و بلژیک جزو پنج‌تای برتر چارت‌های موسیقی شد. «پسر تابستان» در بلژیک و آلمان گواهی فروش طلا و در بریتانیا گواهی نقره دریافت کرد.

## محتوا
«پسر تابستان» روایت‌گر تمنای وصال و عشق نافرجام است. شارلین اسپیتری (خواننده) که سرایندهٔ اشعار هم است در این ترانه تصویری واضح از اشتیاق برای رسیدن به معشوقی دست‌نیافتنی را ترسیم می‌کند. همان‌طور که آهنگ پیش می‌رود، اشعار سودازده با ریتمی پرانرژی همراه شده و ترکیبی دلپذیر بین اشعار غم‌انگیز و موسیقی گیرا ایجاد می‌شود. این تضاد، آینهٔ آشفتگی درونی تجربه شده توسط قهرمان داستان است که در دام احساسات یک‌سویه و بدون پاسخ گرفتار شده‌است.

## موزیک ویدئو
در موزیک ویدیوی «پسر تابستان» شارلین اسپیتری در حال کلنجار رفتن با یک مُدل مرد قوی‌هیکل در تختخواب دیده می‌شود. شبکهٔ تلویزیونی دی‌تایم این ویدئو را به‌دلیل «صحنه‌های زننده» تحریم کرد.

## موقعیت در چارت‌های موسیقی
| چارت (۱۹۹۹)                  | بالاترین جایگاه |
| ---------------------------- | --------------- |
| استرالیا (ARIA)              | ۹۵              |
| اتریش (او۳ تاپ ۴۰ اتریش)     | ۳               |
| بلژیک (اولتراتاپ ۵۰ فلاندرز) | ۱۴              |
| بلژیک (اولتراتاپ ۵۰ والونی)  | ۴               |
| دانمارک (آی‌اف‌پی‌آی)           | ۱۰              |
| اروپا (یوروچارت هات ۱۰۰)     | ۶               |
| فنلاند (جدول‌های رسمی فنلاند) | ۳               |
| فرانسه (اس‌ان‌ئی‌پی)            | ۴               |
| آلمان (جدول‌های رسمی آلمان)   | ۳               |
| یونان (آی‌اف‌پی‌آی)             | ۳               |
| مجارستان (Mahasz)            | ۴               |
| ایسلند (ایسلنسکی لیستین)     | ۱۷              |
| ایرلند (ایرما)               | ۱۸              |
| ایتالیا (موزیکا ا دیسکی)     | ۳۹              |
| هلند (۱۰۰ تک‌آهنگ برتر)       | ۶۳              |
| نروژ (وی‌جی-لیستا)            | ۱۵              |
| اسکاتلند (اوسی‌سی)            | ۳               |
| اسپانیا (پروموزیک)           | ۸               |
| سوئد (فهرست برترین‌های سوئد)  | ۳۱              |
| سوئیس (شوایزر هیت‌پاراد)      | ۳               |
| تک‌آهنگ‌های بریتانیا (اوسی‌سی)  | ۵               |

| چارت (۲۰۲۳)                     | بالاترین جایگاه |
| ------------------------------- | --------------- |
| لهستان (Polish Airplay Top 100) | ۶۵              |

| چارت (۱۹۹۹)                  | جایگاه |
| ---------------------------- | ------ |
| بلژیک (اولتراتاپ ۵۰ فلاندرز) | ۹۱     |
| بلژیک (اولتراتاپ ۵۰ والونیا) | ۴۴     |
| اروپا (یوروچارت هات ۱۰۰)     | ۲۷     |
| فرانسه (اس‌ان‌ئی‌پی)            | ۴۲     |
| آلمان (جی‌اف‌کی چارتس)         | ۳۶     |
| رومانی (تاپ ۱۰۰ رومانی)      | ۷۸     |
| سوئیس (شوایزر هیت‌پاراد)      | ۲۸     |
| ایرپلی بریتانیا (میوزیک ویک) | ۲۸     |

## گواهی‌های فروش
| منطقه | گواهی  | واحد گواهی‌شده/فروش |
| --- | ------ | ------------------ |
| بلژیک (بی‌ئی‌ای)                                                                                                 | Gold   | ۲۵٬۰۰۰*            |
| آلمان (بی‌وی‌ام‌آی)                                                                                               | Gold   | ۲۵۰٬۰۰۰^           |
| بریتانیا (بی‌پی‌آی)                                                                                              | Silver | ۲۰۰٬۰۰۰            |
| * رقم فروش تنها بر پایهٔ گواهی‌ها. · ^ رقم توزیع تنها بر پایهٔ گواهی‌ها. · رقم فروش+پخش جاری تنها بر پایهٔ گواهی‌ها. |        |                    |